# Укуренные 4
«Укуренные 4» (англ. Things Are Tough All Over) — американский комедийный фильм 1982 года, четвёртый полнометражный фильм дуэта комиков Чич и Чонг.

## Сюжет
Зима в Чикаго, Чич и Чонг работают на автомойке, принадлежащей богатым арабам — мистеру Слайману и принцу Хабибу. После того, как дуэт портит машину местного сутенёра, арабы переводят их на другую работу, в ночной клуб «Мекка», где Чич и Чонг играют на сцене в группе. В это же время Чонг завязывает с травой.
Арабам нужно перевезти крупную сумму денег в Неваду и они дают это задание «укуренным». Их не посвящают в детали, просто говорят, что нужно перегнать лимузин в пустыню, наличные же арабы прячут в сиденье. Машина оказывается не заправлена, а деньги, которыми арабы расплатились за эту работу, Чонг уже потратил на закрытие долга в баре. Человек на заправке, в качестве оплаты, забирает из лимузина аудиосистему. Дуэт берёт эту идею на вооружение. Теперь, во время путешествия через полстраны, каждый раз, когда им нужно перекусить или заправиться, они просто расплачиваются деталями от автомобиля.
В пустыне на дороге они подбирают девушку, которой оказывается Донна, бывшая подруга Чича. Дуэт решает подбросить, и её, и её ребят, а это несколько десятков мексиканцев — Донна теперь работает в мексиканской турфирме. Чич и Чонг высаживают их на заправке, где расплачиваются со стариком тем самым сиденьем с деньгами, а тот угощает их пейотом. Далее отвозят машину в указанное место и бредут пешком в сторону Лас-Вегаса. В это время арабам сообщают, что на место прибыло только полмашины и денег там не оказалось. Слайман и Хабиб, со своими французскими подружками, спешно вылетают в Вегас, что бы найти «укуренных» и забрать свои деньги.
По прибытии арабы сразу выезжают на поиски в пустыню, где у них заканчивается топливо и они сами теряются. Тем не менее, их французские подружки находят Чича и Чонга, которых считают очень привлекательными, отвозят к себе в мотель и занимаются с ними сексом, а затем покидают их. Чич и Чонг на попутке добираются до Вегаса. Тот человек, который их подвёз, отводит их в хороший ресторан, чтобы они наконец поели, но для этого переодевает в женщин. Тем временем в ресторане появляются арабы, которые в «страшных» женщинах узнают Чича и Чонга и устраивают за ними погоню. Погоня перемещается в порнокинотеатр, где в это время идёт фильм, снятый на скрытую камеру в мотеле. В главных ролях там: Чич, Чонг и две французские подружки арабов…
На другой день Чич и Чонг останавливают попутку и покидают Лас-Вегас. В салоне лимузина оказываются их знакомые француженки, но также и арабы. Под впечатлением от вчерашнего фильма арабы решают заняться порнобизнесом и отмывать деньги через него, а Чича и Чонга использовать как актёров…

## В ролях
- Чич Марин — Чич / мистер Слайман / рассказчик
- Томми Чонг — Чонг / принц Хабиб
- Шелби Чонг — француженка #1
- Рикки Марин — француженка #2
- Эвелин Герерро — Донна
- Джон Стэдмен — старик

- В эпизодах в фильме появляются комики: Рип Тейлор, Дейв Кулир, Руби Уэкс.